# Mesoclanis hyalineata
Mesoclanis hyalineata är en tvåvingeart som beskrevs av Munro 1950. Mesoclanis hyalineata ingår i släktet Mesoclanis och familjen borrflugor. Inga underarter finns listade i Catalogue of Life.